# Port-Salut
Port-Salut (em crioulo, Pòsali), é uma comuna do Haiti, situada no departamento do Sul e no arrondissement de Port-Salut. De acordo com o censo de 2003, sua população total é de 27.947 habitantes.